# لكن أنا مشجعة
لكن أنا مشجعة (بالإنجليزية: But I'm a Cheerleader)‏ هو فيلم كوميدي أمريكي من إخراج جايمي بابيت وتأليف برايان واين بيترسون وبطولة ناتاشا ليون، كلا دوفال، كاثي موريرتي وروبول تشارلز.عرض الفيلم في الولايات المتحدة في 7 يوليو 2000.

## روابط خارجية
لكن أنا مشجعة على موقع IMDb (الإنجليزية)
- لكن أنا مشجعة على موقع ميتاكريتيك (الإنجليزية)
- لكن أنا مشجعة على موقع روتن توميتوز (الإنجليزية)
- لكن أنا مشجعة على موقع نتفليكس (الإنجليزية)
- لكن أنا مشجعة على موقع ألو سيني (الفرنسية)
- لكن أنا مشجعة على موقع Turner Classic Movies (الإنجليزية)
- لكن أنا مشجعة على موقع أول موفي (الإنجليزية)
- لكن أنا مشجعة على موقع بوكس أوفيس موجو (الإنجليزية)
- لكن أنا مشجعة على موقع فيلمافينيتي (الإسبانية)
- لكن أنا مشجعة على موقع قاعدة بيانات الفيلم (الإنجليزية)